# Boscamnant
Boscamnant és un municipi francès situat al departament del Charente Marítim i a la regió de la Nova Aquitània. L'any 2007 tenia 339 habitants.

## Demografia

### Població
El 2007 la població de fet de Boscamnant era de 339 persones. Hi havia 102 famílies de les quals 24 eren unipersonals (8 homes vivint sols i 16 dones vivint soles), 41 parelles sense fills, 29 parelles amb fills i 8 famílies monoparentals amb fills.
La població ha evolucionat segons el següent gràfic:
Habitants censats

### Habitatges
El 2007 hi havia 131 habitatges, 101 eren l'habitatge principal de la família, 11 eren segones residències i 18 estaven desocupats. 125 eren cases i 4 eren apartaments. Dels 101 habitatges principals, 68 estaven ocupats pels seus propietaris, 26 estaven llogats i ocupats pels llogaters i 7 estaven cedits a títol gratuït; 1 tenia una cambra, 5 en tenien dues, 13 en tenien tres, 40 en tenien quatre i 42 en tenien cinc o més. 92 habitatges disposaven pel capbaix d'una plaça de pàrquing. A 33 habitatges hi havia un automòbil i a 50 n'hi havia dos o més.

### Piràmide de població
La piràmide de població per edats i sexe el 2009 era:
| Homes | Edats   | Dones |
| ----- | ------- | ----- |
| 0     | 95 o +  | 8     |
| 0     | 90 a 94 | 20    |
| 16    | 85 a 89 | 24    |
| 4     | 80 a 84 | 0     |
| 28    | 75 a 79 | 8     |
| 8     | 70 a 74 | 8     |
| 4     | 65 a 69 | 8     |
| 24    | 60 a 64 | 12    |
| 20    | 55 a 59 | 8     |
| 12    | 50 a 54 | 8     |
| 8     | 45 a 49 | 12    |
| 16    | 40 a 44 | 8     |
| 4     | 35 a 39 | 4     |
| 8     | 30 a 34 | 4     |
| 12    | 25 a 29 | 8     |
| 0     | 20 a 24 | 4     |
| 4     | 15 a 19 | 0     |
| 4     | 10 a 14 | 8     |
| 4     | 5 a 9   | 4     |
| 4     | 0 a 4   | 0     |

## Economia
El 2007 la població en edat de treballar era de 154 persones, 107 eren actives i 47 eren inactives. De les 107 persones actives 101 estaven ocupades (61 homes i 40 dones) i 6 estaven aturades (1 home i 5 dones). De les 47 persones inactives 21 estaven jubilades, 4 estaven estudiant i 22 estaven classificades com a «altres inactius».

### Ingressos
El 2009 a Boscamnant hi havia 93 unitats fiscals que integraven 209 persones, la mediana anual d'ingressos fiscals per persona era de 13.576 €.

### Activitats econòmiques
L'únic establiment que hi havia el 2007 era d'una empresa de comerç i reparació d'automòbils.
L'únic establiment comercial que hi havia el 2009 era una perfumeria.
L'any 2000 a Boscamnant hi havia 10 explotacions agrícoles.

## Equipaments sanitaris i escolars
El 2009 hi havia 1 hospital de tractaments de curta durada i 1 hospital de tractaments de mitja durada (seguiment i rehabilitació).

## Poblacions més properes
El següent diagrama mostra les poblacions més properes.